# Оно, Ёко (дзюдоистка)
Ёко Оно (яп. 大野 陽子; род. 27 ноября 1989) — японская дзюдоистка, трёхкратная чемпионка мира, двукратная чемпионка Азии.

## Биография
В 2016 году японская дзюдоистка Ёко Оно представляла свою страну в весовой категории до 70 килограммов на чемпионате Азии в Ташкенте, где стала чемпионкой в весовой категории до 70 кг, победив в финале спортсменку из Кореи Ким Сонг Ён.
Через год, на чемпионате Азии в Гонконге она повторила свой успех, в финале вновь поборов Ким Сонг Ён. 
В 2018 году на чемпионате мира, который состоялся в Баку, японская спортсменка в смешанном командном турнире, в составе сборной Японии стала обладателем золотой медали. В личных соревнованиях она стала обладательницей бронзовой медали. Через год, на турнире в Токио, повторила свой успех, вновь выступив в смешанном командном турнире.  
На чемпионате мира 2021 года, который проходил в Венгрии в Будапеште, в июне, Ёко завоевала серебряную медаль в весовой категории до 70 кг, уступив в финале хорватской дзюдоистке Барбаре Матич.